# Papiro Oxirrinco 72
El Papiro Oxirrinco 72 también llamado P. Oxy. 72 es un documento sobre un aviso de una transferencia de propiedad (ἀπογραφή), escrito en griego. El manuscrito fue escrito en papiro en forma de una hoja. Fue descubierto por Bernard Pyne Grenfell y Arthur Surridge Hunt en 1897 en Oxirrinco, Egipto. El documento fue escrito el 12 de abril de 90. En la actualidad se encuentra en el Instituto Oriental de Chicago, Estados Unidos. El texto fue publicado por Grenfell y Hunt en 1898.

## Documento
La carta estaba dirigida por Zoilo a los guardianes de los archivos. En ella se informa en nombre de Marco Porcio, que estaba ausente, la compra de una parte de tierra. Las mediciones del fragmento son 408 por 96 mm.